# Росарио (регбийный клуб)
«Клуб Атлетико дель Росарио» (исп. Club Atlético del Rosario), «Росарио» — аргентинский спортивный клуб, регбийная команда которого играет в чемпионате Буэнос-Айреса. Регбийная команда клуба стала одним из основателей Регбийного союза Аргентины. Вместе с тем, в клубе функционируют отделения по крикету, хоккею на траве, плаванию и теннису.

## История
Клуб был создан 27 марта 1867 года британскими работниками железной дороги, специализировавшимися на игре в крикет. В 1899 году клуб переехал в «Плаза Джюэлл», где находится и по сей день. Плаза была названа в честь братьев Чарльза и Эдварда Джюэллов, которые подарили эту землю клубу. Через некоторое время Крикетный клуб Росарио (англ. Rosario Cricket Club) стал Атлетическим клубом (англ. Rosario Athletic Club). Появилась футбольная команда, ставшая первым коллективом Росарио, представленным в высшей лиге чемпионата Аргентины. Впрочем, футболисты провели в чемпионате всего один сезон (1894). Атлетический клуб получил приглашение к участию в кубке «Тье Компетитион» от футбольных ассоциаций Аргентины и Уругвая. В этом турнире принимали участие команды Росарио, Буэнос-Айреса и Монтевидео. Футболисты выиграли кубок в 1902, 1904 и 1905 годах, обыграв в финальных матчах «Алумни» и дважды СУРКК. Таким образом, футбольная команда выиграла три титула за шесть лет выступлений. В 1906 году команда стала участницей Росарианской футбольной лиги, где выступала до 1916 года.
28 июня 1886 года регбийная команда провела первый матч с клубом из другого региона, встретившись с «Буэнос-Айресом» на домашнем стадионе. Тринадцать лет спустя, в 1899 году клуб стал одним из основателей регбийного чемпионата Ривер Плейт (чемпионат Буэнос-Айреса) наряду с «Буэнос-Айресом», «Ломас» и «Бельграно». Позже организация трансформировалась в национальную регбийную федерацию. В 1928 году команда стала одним из первых членов Регбийного союза Росарио. Атлетический клуб, является членом как организации Росарио, так и союза Буэнос-Айреса по сей день. В 1930 году была создана команда по хоккею на траве.
С 1956 года регбийная команда выступала только в местных чемпионатах, но в 1983 году вновь присоединилась к столичной лиге. В годы выступлений в Буэнос-Айресе команда играла на стадионе «Сан-Исидро», который принадлежал одноимённой команде. В 1991 году клуб выбыл во второй дивизион, но вернулся на высший уровень по итогам первого же сезона во второй лиге. В 1994 году был создан Регбийный союз Буэнос-Айреса, одним из основателей которого выступил Атлетический клуб. Клуб становился победителем столичного чемпионата пять раз. Последняя крупная победа пришлась на 2000 год. В финале регбисты клуба превзошли соперников из «Сан-Исидро».

## Достижения

### Регби
- Торнео де ла УРБА: 5

1905, 1906, 1935, 1996, 2000